# Zambana
Zambana é uma comuna italiana da região do Trentino-Alto Ádige, província de Trento, com cerca de 1.585 habitantes. Estende-se por uma área de 11 km², tendo uma densidade populacional de 144 hab/km². Faz fronteira com Mezzolombardo, Fai della Paganella, Nave San Rocco, Lavis, Andalo, Terlago.